# Михаило VII Дука
Михајло VII Парапинак (грч. Μιχαήλ Ζ΄ Δούκας) је био византијски цар (1071—1078), син Константина X (1059—1067) и царице Евдокије (1067—1068). Као цар је био изузетно неспособан и препуштао је владавину људима из своје околине, што је довело до поражавајућих последица по Византију кобне 1071. године, а целокупну његову владавину обележиле су сталне побуне широм Царства. Припадао је цивилном племству, једној од сукобљених страна у Византији током XI века.

## Владавина Михајла VII
Михајло VII је био млад, незаинтересован и надасве неспособан за значајну улогу која му је поверена у тренутку када је Царство пропадало по свим шавовима, па је необично како је успео да се и толико одржи на власти. Незаинтересован за власт, он је владавину препустио прво својој мајци, потом свом стрицу Јовану и коначно логотету Нићифорици.
Војни слом из 1071. године и његове последице у виду надирућих Селџука са једне и Нормана који спремају инвазију са друге стране довеле су Византију у стање општег расула. Неспособност централне власти да пружи подршку својим источним провинцијама довела је до самоорганизовања локалног становништва, тако да се:
- између Трапезунта и Теодосијопоља, организовала држава на челу са Теодором Габрасом
- између Едесе и Антиохије, организовала држава на челу са Филаретом Брахамијусом

### Словенски устанак у Поморављу 1072.
Током 1072. године у Поморављу избија нови словенски устанак против Византије предвођен Ђорђем Војтехом. На чело устанка је постављен српски принц Константин Бодин (1081—1101), који је у Призрену проглашен за цара. Међутим после неуспешне опсаде Костура, Нићифор Вријеније у бици код Пауна уништава устанике и заробљава Бодина. Непосредно после тога су се и Хрватска (1076) и Зета (1077) отцепиле од Византије и прогласиле се за краљевине, тако да је Михајло Војислављевић постао први српски краљ. Стање на Балканском полуострву додатно су погоршавали стални пљачкашки упади Мађара и Печенега, као и ишчекивање почетка норманске инвазије.

### Селџучко освајање Мале Азије
Алп Арслан и његов син Малик Шах (1072—1092) су са своје стране испоштовали мир који су склопили са Романом Диогеном, али су зато локални емири из све снаге ударили на небрањене просторе Византије освојивши за свега неколико година готово целу Малу Азију, освојивши 1077. године Никеју и стигавши до Христопоља, на малоазијској обали Босфора.
Владавину Михајла VII карактеришу и велика поскупљења и опадање вредности византијског новца, због чега је и сам Михајло добио подругљиви надимак Парапинак (за четвртину мање). Поред опште кризе у Византији, до овога су доводиле и лоше мере коју је власт, превасходно логотет Нићифорица у име Михајла VII, спроводила, као што је био покушај претварања трговине житом у државни монопол, који се окончао народном побуном у којој су разорена државна складишта жита. Сам Нићифорица је своје грешке платио после свргавања Михајла VII, када је био мучен и на крају убијен.
Владавина Михајла VII окончала се превратом марта 1078. године, после кога се Михајло замонашио у Студитском манастиру, а нови цар је постао један од побуњених представника војног племства Нићифор (III) Вотанијат (1078—1081). Крај његове владавине представља и коначни слом цивилног племства, после чега долази до огорчене борбе међу представницима војног племства око власти.

### Побуне за владавине Михајла VII
Један од непосредних учесника битке код Манцикерта, Урсел од Бајела послат је 1072. године на челу око 3.000 норманских оклопника у Анадолију да поврати контролу над неким областима у име Византије. Он је заузео Галатију и у њој основао сопствену кнежевину са седиштем у Анкири, прогласивши за цара цезара Јована Дуку. Његову државу су сломили Селџуци на позив Византије, а сам Урсел се повукао у Амасију у којој је 1074. године заробљен и предат генералу Алексију (I) Комнину (1081—1118).
У јесен 1077. године, Нићифор Вријеније који је управљао Драчком темом се проглашава за цара као представник војног племства. Његова побуна је обухватила Балканско полуострво и он у новембру исте године улази у Хадријанопољ, после чега креће на Цариград. У међувремену се у Цариграду одиграо coup d'état у коме је збачен Михајло VII, а нови цар је постао Нићифор III који је на Вотанијата послао Алексија Комнина који га је поразио и сломио његову побуну.
Непосредно после велике побуне на Балканском полуострву, у Малој Азији се у јануару 1078. године побунио стратег Анадолијске теме Нићифор Вотанијат. Уз подршку Селџука, он је у марту исте године ушао у Никеју што је изазвало пуч у Цариграду у коме је Михајло VII уз подршку цркве збачен и замонашен, а Нићифор, који је наводно водио порекло од породице Фока, је проглашен за цара.